# آتلیه
آتلیه (فرانسوی: Atelier‎) واژهٔ فرانسوی برای کارگاه است که عموماً در اشاره به کارگاه یک هنرمند در هنرهای زیبا یا تزئینی به کار می‌رود که استاد و تعدادی از دستیاران، هنرجویان و شاگردان در آن با همدیگر برای تولید آثار منتشره به نام استاد، همکاری می‌کنند.

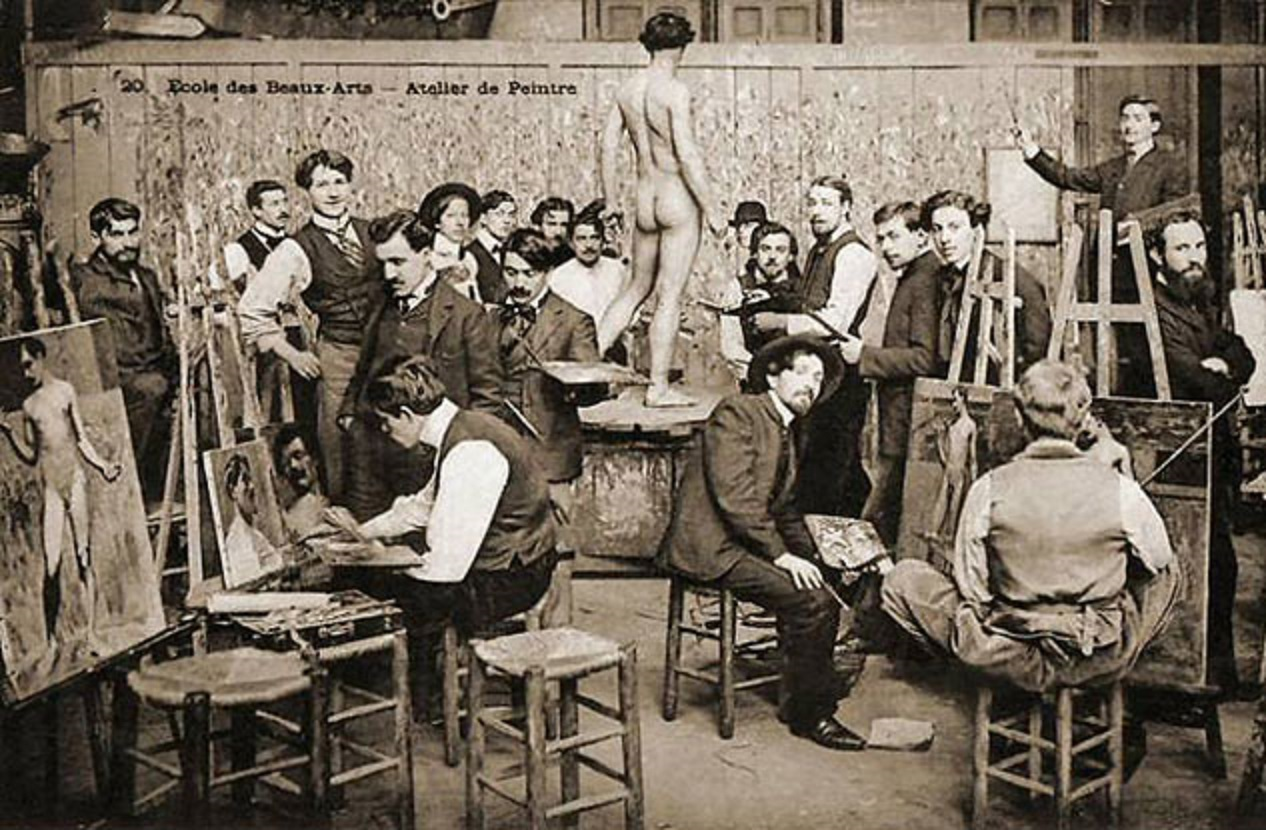
آتلیه فرانسوی

برای هنرمندان اروپایی از قرون وسطا تا قرن‌های ۱۸ و ۱۹ این شیوه، معیار بود. در اروپای قرون وسطی، این شیوهٔ کار توسط صنوف محلی، تنظیم می‌شد. شاگردان از سنین کم شروع به کار در زمینه‌های ساده می‌کردند و پس از چند سال مهارت می‌یافتند تا این که خود استاد شوند. این نظام با افول صنوف تدریجاً جایگزین شد و آکادمی‌ها، شیوهٔ آموزش برتری تلقی شدند، گرچه بسیاری از هنرمندان به استفاده از هنرجویان ادامه دادند.

## نگارخانه

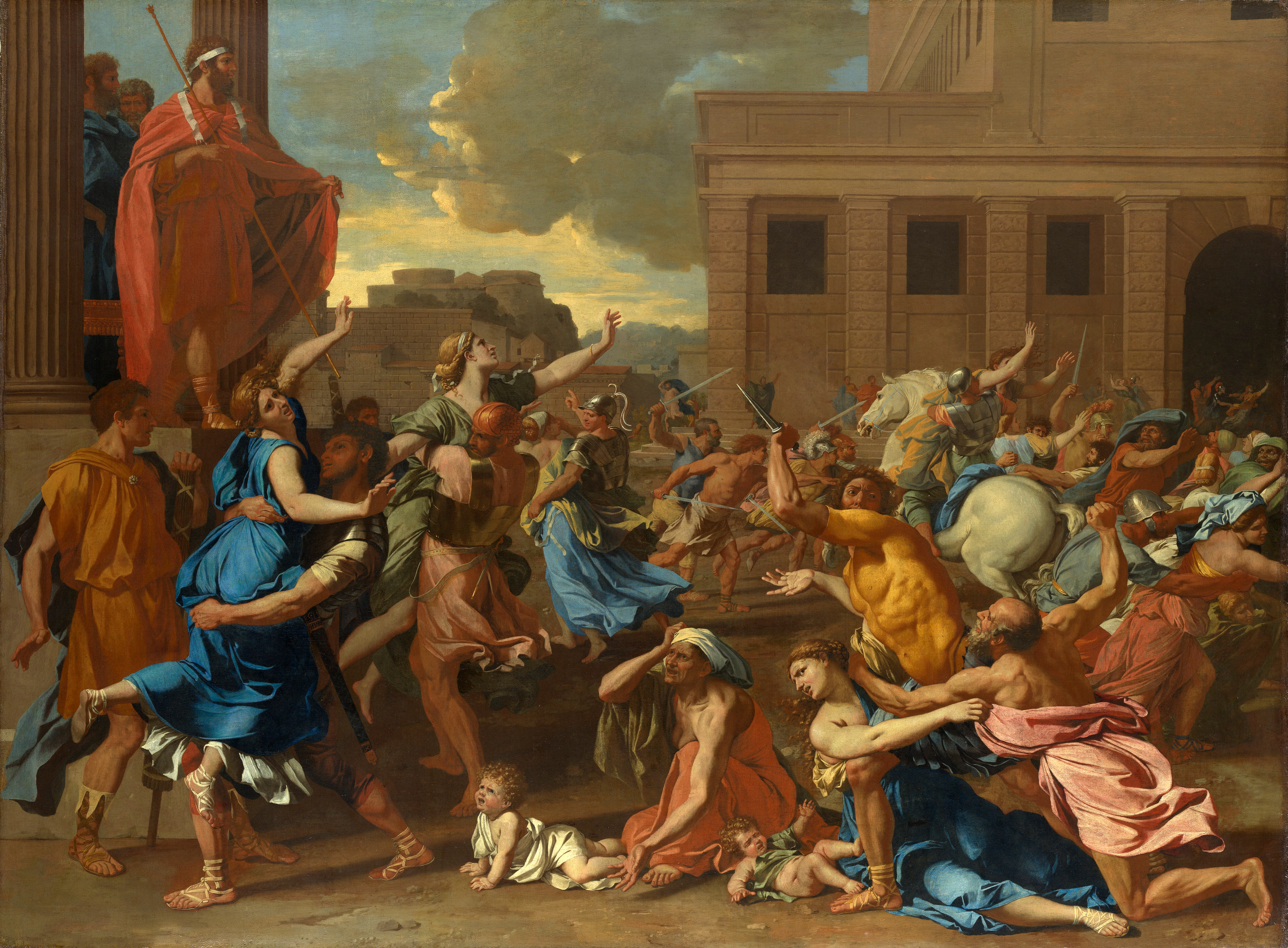
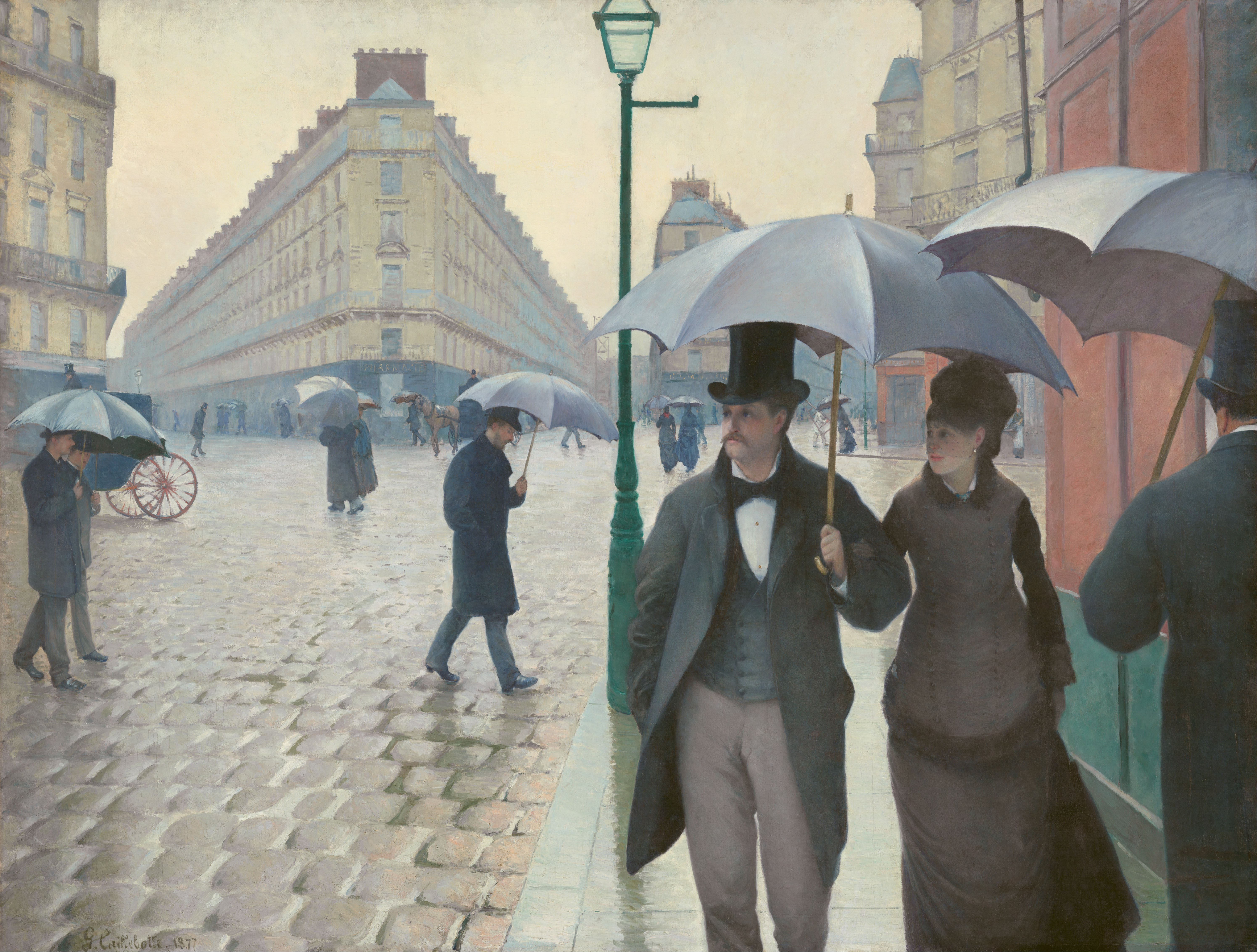
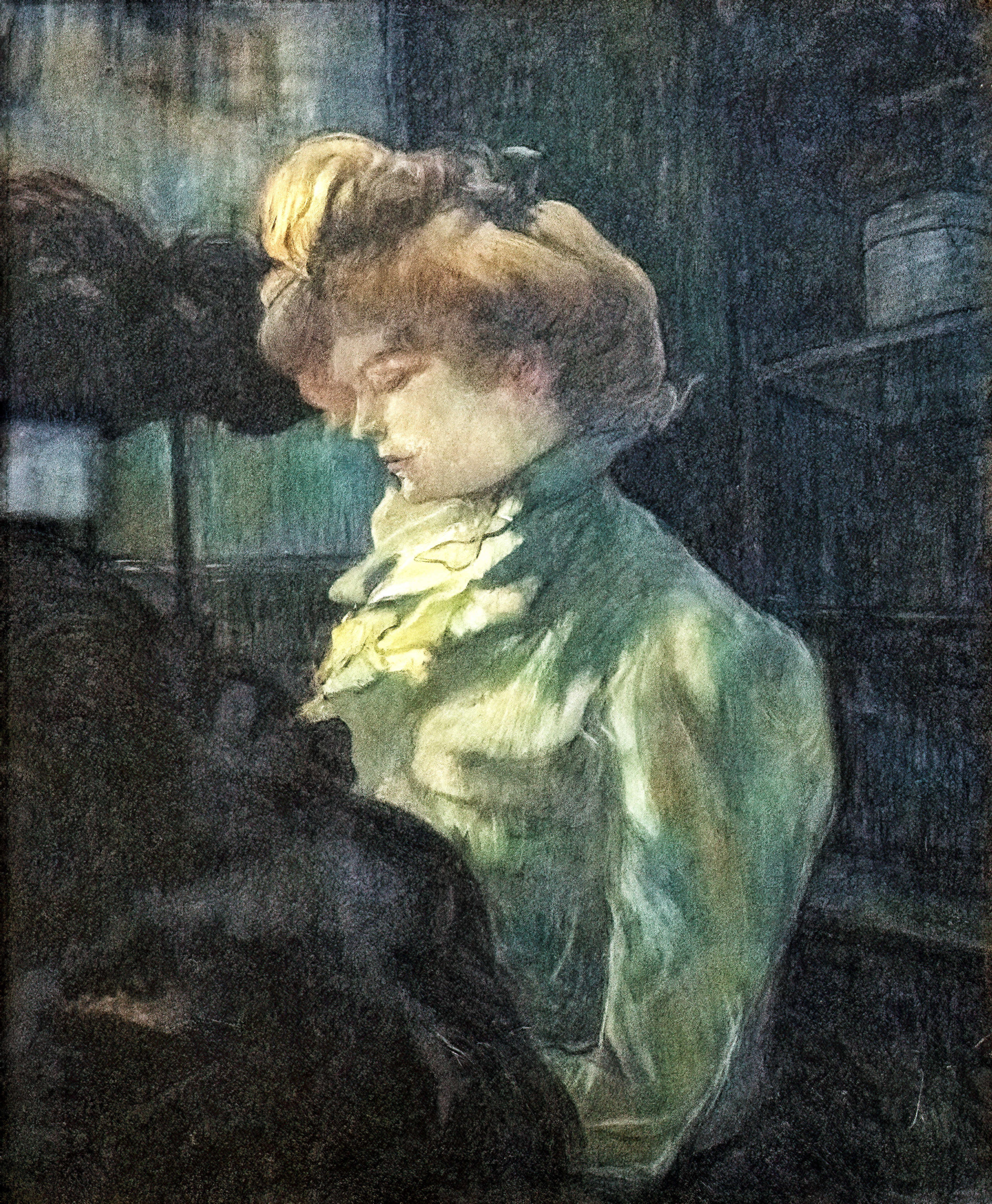
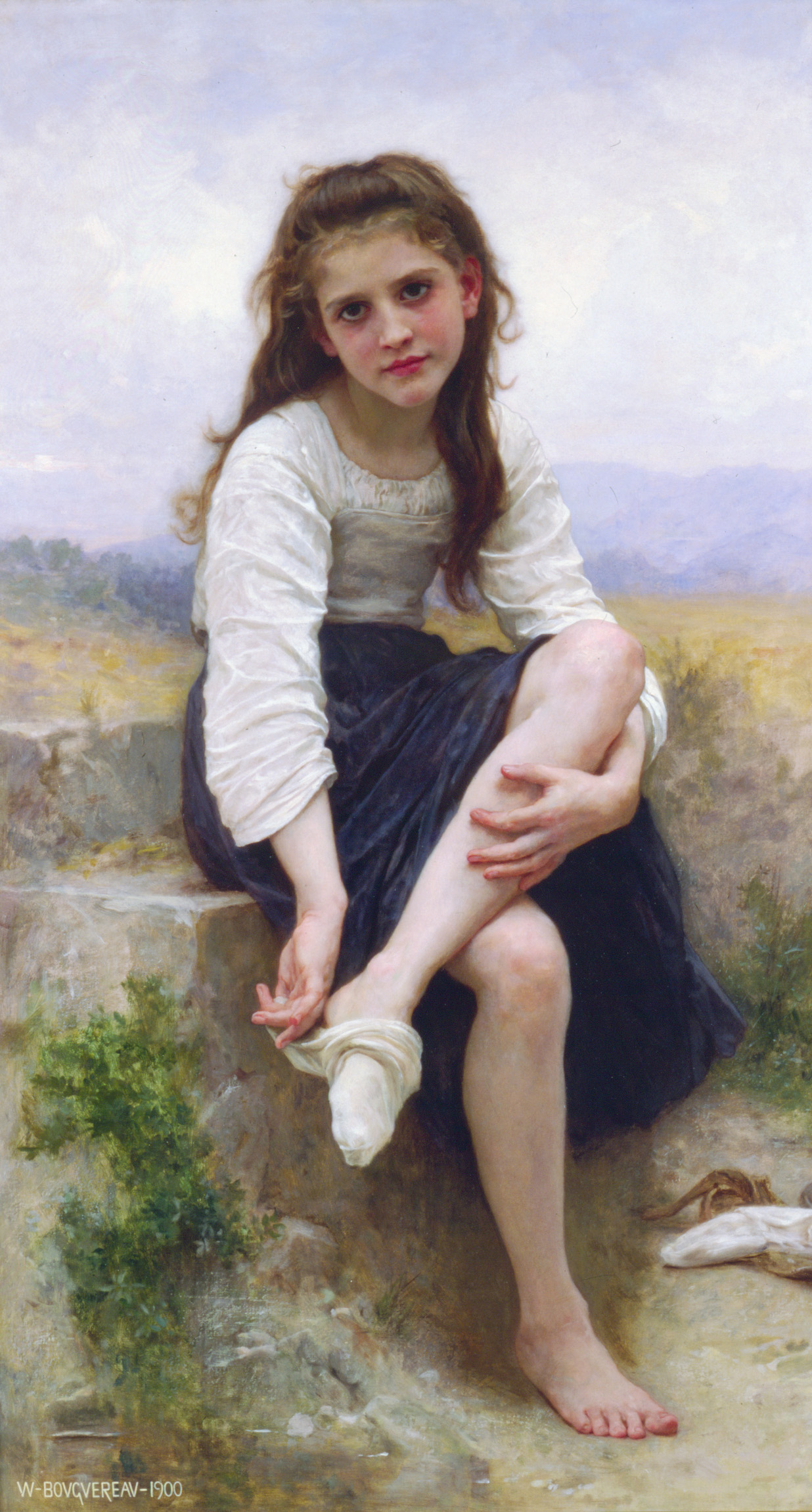
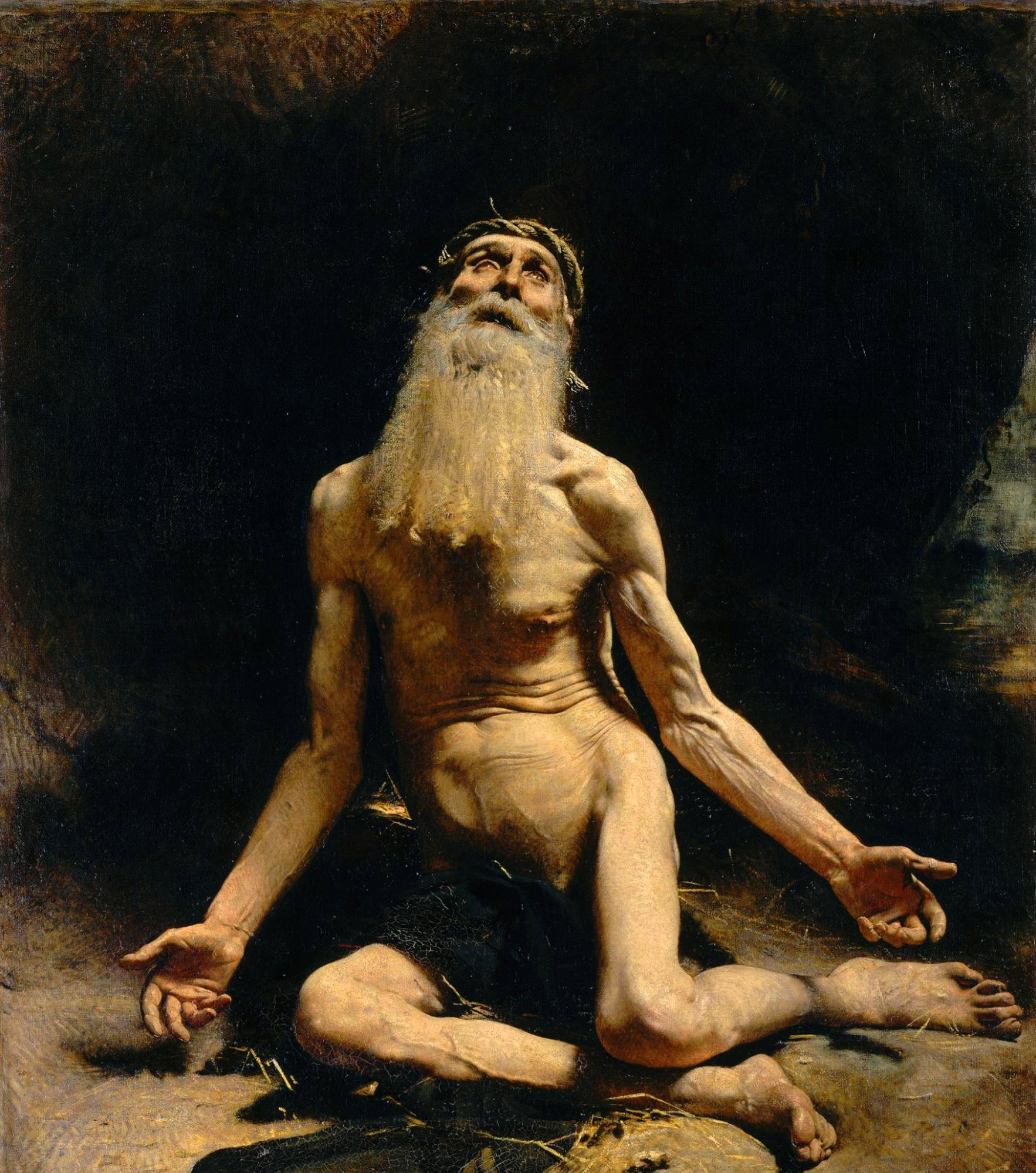